# جنگل‌های ارتفاعات کامرون
جنگل‌های ارتفاعات کامرون (به لاتین: Cameroonian Highlands forests) یک منطقهٔ مسکونی و جنگل در کامرون است.